# Cartas de amor de Tegernsee

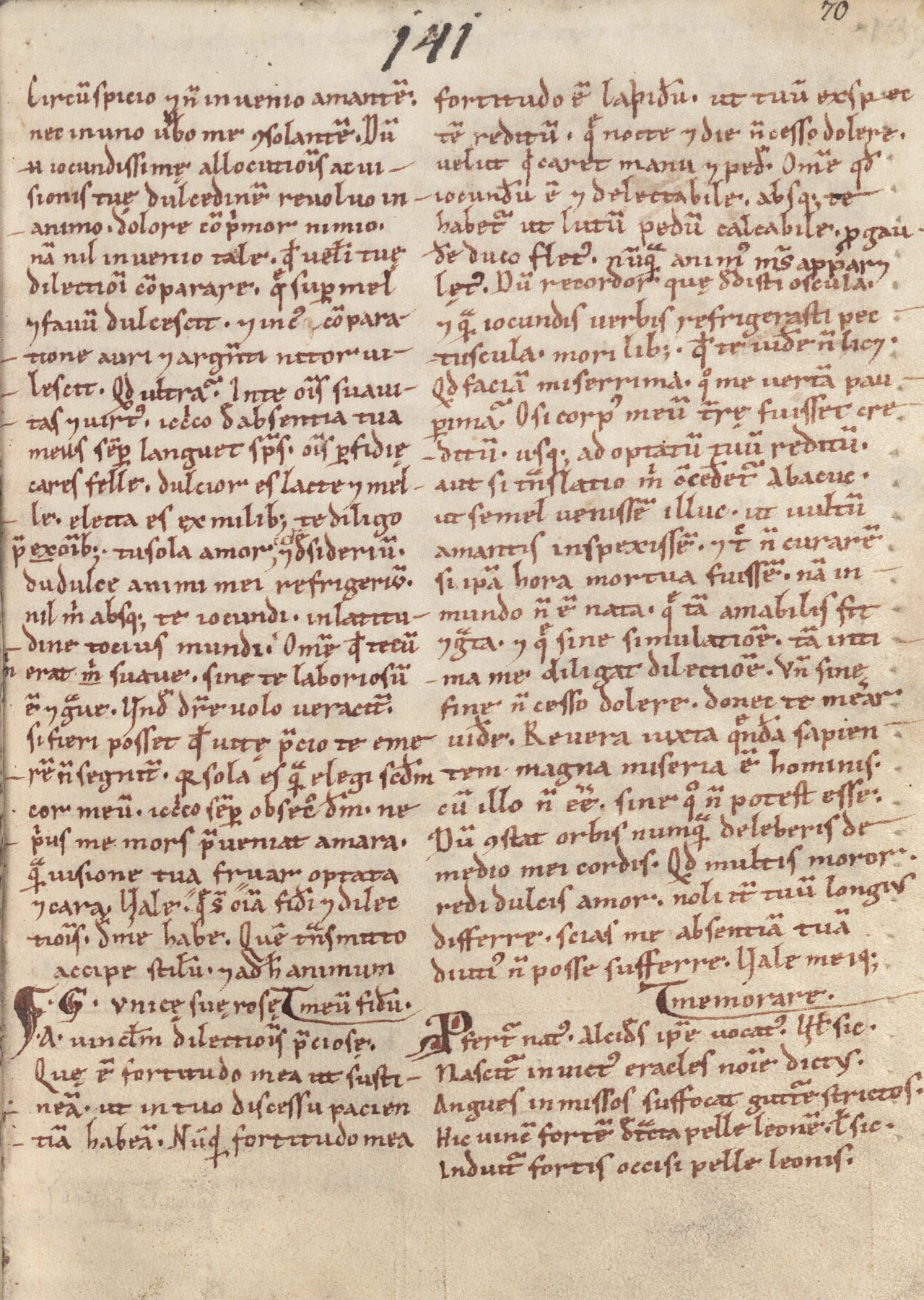
La carta 7 empieza al final de la columna izquierda: G. vnice ſue roſe ('A G., su única rosa')

Las cartas de amor de Tegernsee son un conjunto de diez «cartas de amor y amistad» en latín copiadas en la Abadía de Tegernsee entre 1160 y 1186. Se encuentran en el manuscrito Clm 19411 de la Biblioteca Estatal de Baviera. Las cartas de amor fueron copiadas (y en su mayoría compuestas) por monjas o canonesas en la Alemania medieval.
Además de las cartas de amor, el manuscrito contiene 307 cartas sobre asuntos eclesiásticos; tres tratados sobre las artes dictandi tradición de Alberico de Monte Cassino, Henricus Francigena y Adalbertus Samaritanus; un abecedario griego; el Ludus de Antichristo; un extenso extracto de Gesta Friderici de Otto de Freising; además de poesía, proverbios y extractos sobre teología, etimología y lógica. La datación de las cartas de amor es incierta, pero los tres tratados sobre las artes dictandi fueron compuestos entre 1110 y 1120.
Las cartas de amor son:
1. "H. a su amigo y pariente S", una carta de una joven monja a un pariente varón, rogándole que la visite[2]
2. "Una amiga abandonada N. a su amiga H.", una carta de queja por abandono[3]
3. "Una estudiante de convento a su maestra", una respuesta a una maestra que busca "confianza absoluta"[4]
4. "El maestro a su amiga", la carta de un pretendiente despechado[5]
5. "Una mujer religiosa a otra joven", una "carta apasionada de amistad" posiblemente escrita por G, la destinataria de las cartas 6-7[6]
6. "Una mujer religiosa B. a su amiga G.", una carta aún más apasionada que 5[7]
7. "Una mujer religiosa A. a su amiga G.", una carta de amor explícitamente lésbica que hace referencia a "los besos que me diste y las alegres palabras con que acariciabas mis pequeños pechos"[8]
8. "Una mujer religiosa B. a su maestro", un prosimetrum dirigido a un maestro celoso y que termina en algunos versos de lírica en alto alemán medio que probablemente se añadieron más tarde[9]
9. "La maestra a la mujer", la respuesta de la maestra a la carta 8, un intento de seducción[10]
10. "La mujer a su maestra", el rechazo de la mujer a los avances de la carta 9, salpicado de frases en alemán[11]

Las letras 5-7 y 8-10 forman grupos. A veces es difícil estar seguro de la naturaleza de la relación entre la persona que escribe y la destinataria debido a la típica «alta temperatura emocional de las cartas medievales». La carta 7, sin embargo, es explícita y constituye «uno de los pocos testimonios que se conservan de una relación lésbica medieval».